# 海心沙島 (海珠区)
座標: 北緯23度06分45秒 東経113度19分32秒 / 北緯23.112556度 東経113.325627度
海心沙島（かいしんさとう）とは、中華人民共和国広東省広州市海珠区に位置する島嶼。洛渓大橋と新光大橋の間にあり、北には広州地下鉄3号線・広仏地下鉄（広仏線）の瀝滘駅、南には洛渓島を臨む。また、天河区にも同名の島が存在する。

## 参考資料
1. ↑  耿旭静 常青 文鋒 (2006年12月23日). “瀝滘站：水陸路暢” (中国語). 広州日報 2010年2月15日閲覧。 {{cite news}}: 不明な引数|coauthors=が空白で指定されています。 (説明)⚠
2. ↑  “三地鉄交匯 国内首個城際軌道交接站瀝滘站開工” (中国語).   広州市城市建設档案館. 2010年2月15日閲覧。